# Крашенінніков Сергій Михайлович
Сергій Михайлович Крашенінніков (Крашенинников) (1895—1987) — український та американський зоолог, протистолог, паразитолог, професор, дійсний член Наукового товариства імені Шевченка та Української вільної академії наук. 
Навчався та працював у Києві, під час німецько-радянської війни емігрував до Німеччини і згодом до США, де продовжив дослідження. 

## Життєпис
У 1913 році скінчив Київську 7-му гімназію і того ж року вступив на природничий відділ фізико-математичного факультету Київського університету, у 1920 році отримав його випускне свідоцтво. Протягом 1919-1921 років був асистентом кафедри зоології. У 1921 був залишений як стипендіат при кафедрі зоології для підготування до професорської діяльності, закінчив навчання у 1924 році, в перервах викладав у різних навчальних закладах. У 1923-1934 роках на посаді доцента і згодом професора Київського ветеринарно-зоотехнічного інституту і потім Київського зоотехнічного інституту, де викладав курси паразитології та зоології. У 1930—1941 роках працював в Інституті зоології та біології ВУАН (Інститут зоології АН УРСР). У 1936 році захистив кандидатську дисертацію. В 1934—1940 роках завідувач кафедри зоології Білоцерківського сільськогосподарського інституту. У 1940—1941 роках викладав курс протистології в Київському університеті. В 1944 році емігрував до Німеччини, працював у Мюнхені професором Українського технічно-господарського інституту. У 1950 році захистив докторську дисертацію в Українському вільному університеті (Мюнхен). Того ж року емігрував до США, працював в Академії природничих наук Філадельфії, Пенсильванському університеті, Університеті Маямі. Автор низки праць присвячених українській культурі, ідентифікував себе як українця.